# قالبرايث لوري إيجرتون كول
قالبرايث لوري إيجرتون كول (بالإنجليزية: Galbraith Lowry Egerton Cole)‏ هو عسكري جنوب أفريقي، ولد في 1881، وتوفي في 1929.